# Dean Meminger
Dean Peter Meminger (Walterboro, 13 maggio 1948 – Harlem, 23 agosto 2013) è stato un cestista e allenatore di pallacanestro statunitense, professionista nella NBA.

## Carriera
Venne selezionato dai New York Knicks al primo giro del Draft NBA 1971 (16ª scelta assoluta).

## Palmarès
- Campione NIT (1970)
- MVP NIT (1970)
- NCAA AP All-America First Team (1971)
- Campionato NBA: 1

New York Knicks: 1973